# 3207-es mellékút (Magyarország)
A 3207-es számú mellékút egy bő 12 kilométeres hosszúságú, négy számjegyű országos közút Heves vármegyében; Káltól húzódik Heves különálló, Alatka nevű városrészének érintésével Boconád keleti határszéléig.

## Nyomvonala
A 3208-as útból ágazik ki, annak a 3+750-es kilométerszelvénye közelében, Kál központjában, nyugat-délnyugati irányban. Fő út alsó néven húzódik a belterület széléig, amit kevéssel az első kilométere előtt ér el; ott délnek fordul, s ugyanott kiágazik belőle – tulajdonképpen az addigi irányát tekintve egyenes folytatásaként – a Nagyútra vezető 32 106-os számú mellékút. Egy darabig még a belterület legnyugatibb utcájaként húzódik, Jászapáti út néven, de körülbelül másfél kilométer megtételét követően teljesen külterületre ér. 2,5 kilométer után éri el az M3-as autópálya nyomvonalát, amit felüljárón, csomópont nélkül keresztez.
Az 5+150-es kilométerszelvénye közelében elhalad Kál, Tarnabod és Erdőtelek hármashatára mellett, de utóbbi települést ennél jobban nem is érinti, tarnabodi területen folytatódik; ugyanott torkollik bele nyugati irányból a 32 106-os számú mellékút, mely Boconád központjából indulva, Tarnabod belterületén végighúzódva vezet idáig. A 3207-es út körülbelül másfél kilométeren át halad tarnabodi határok között, de lakott területeket ott nemigen érint.
6,7 kilométer után egy darabig Boconádhoz tartozó külterületek között folytatódik, majd eléri e község és Heves határvonalát, s hosszabb szakaszon azt kíséri. Közben, nagyjából a 8. és 9. kilométerei között áthalad Alatka településrészen, melynek korábban a keleti fele Heveshez, a nyugati pedig Boconádhoz tartozott, de egy népszavazás eredményeként a teljes lakott terület a város részévé vált. Magát az utat majdnem a 11. kilométerég kísérik alatkai zártkertek, és kevéssel azok elhagyása után véget is ér, változatlanul Boconád és Heves határán, beletorkollva a 3204-es útba, annak a 29+900-as kilométerszelvénye közelében.
Teljes hossza az országos közutak térképes nyilvántartását szolgáló kira.gov.hu adatbázisa szerint 12,433 kilométer.

## Települések az út mentén
- Kál
- (Erdőtelek)
- (Tarnabod)
- Heves-Alatka
- (Boconád)